# Kanō Eitoku
En aquest nom japonès, el cognom és Kanō.

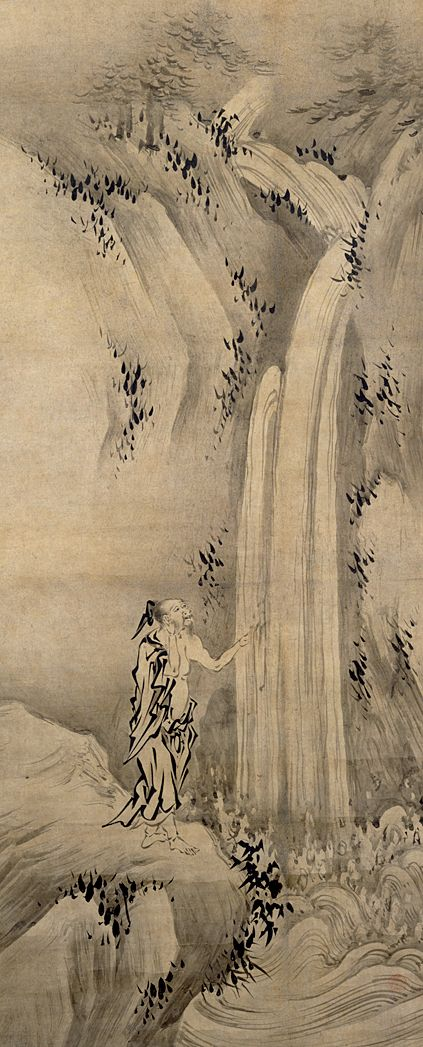
Xuyou, kakemono atribuït a Kanō Eitoku, tinta sobre paper (Museu Nacional de Tòquio)

Kanō Eitoku (狩野 永徳 16 de febrer, 1543 - 12 d'octubre, 1590) va ser un pintor japonès que va viure durant el període Azuchi-Momoyama de la història japonesa i un dels més prominents patriarques de l'escola Kano de pintura japonesa.

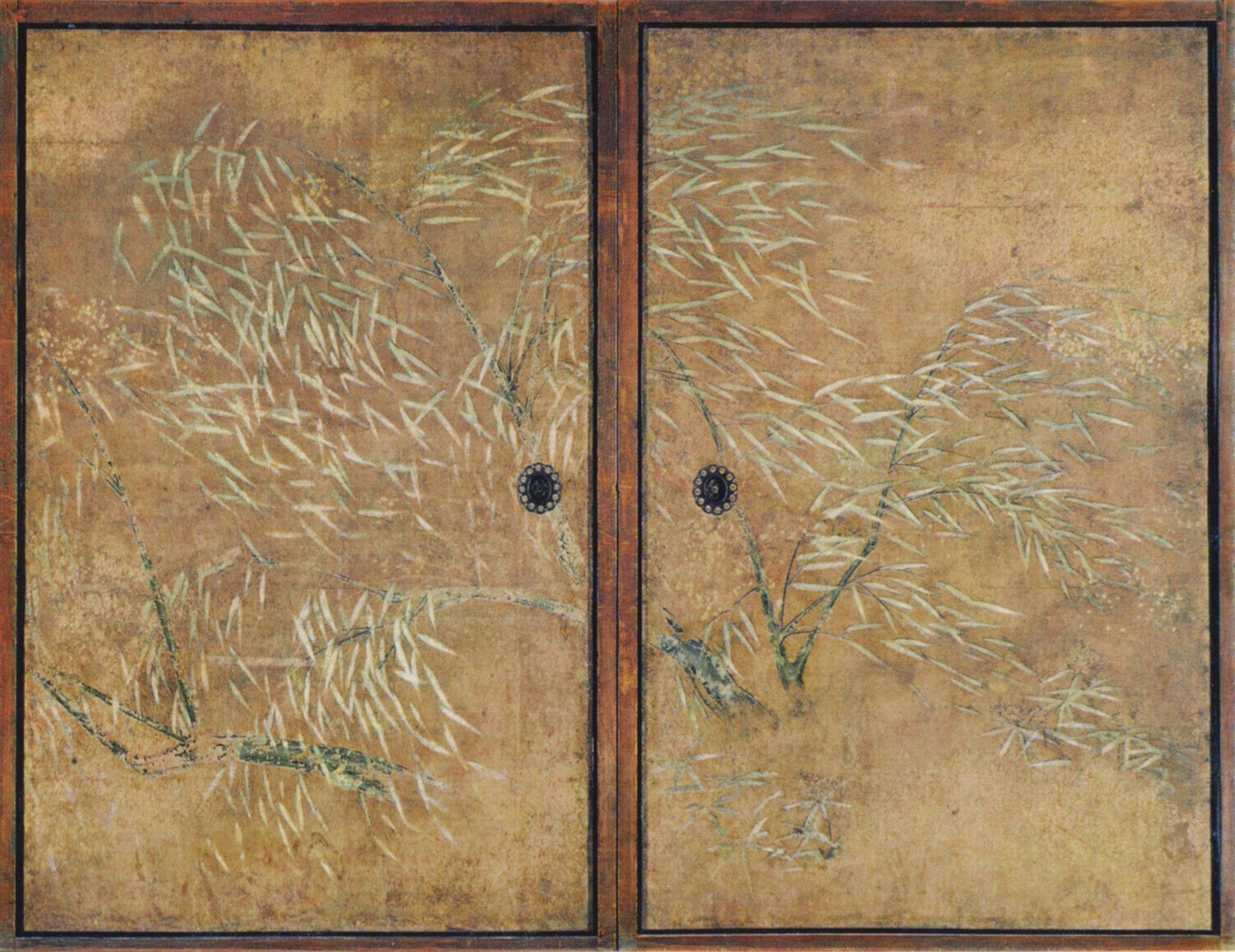
Arbres en portes corredisses

Nascut a Kyoto, Eitoku era el net de Kanō Motonobu (1476-1559), pintor oficial del shogunat Ashikaga. Se li va reconèixer el seu talent artístic ja de petit. Sota el guiatge de Motonobu, va desenvolupar l'estil del seu avi, que tenia influències de la pintura xinesa.

Lleons custodis xinesos (Karajishi), al Museu de les Col·leccions Imperials

En col·laboració amb el seu pare, Shoei (1519-92), Eitoku va pintar els plafons de les parets dels allotjaments de l'abat a Jukoin, un subtemple del complex monàstic Zen Daitokuji de Kyoto.
Durant la seva vida, Eitoku va tenir com a patrocinadors Oda Nobunaga i Toyotomi Hideyoshi, entre d'altres. Les seves pintures en paravents, portes corredisses, parets i sostres van decorar el castell Azuchi de Nobunaga, la residència d'Hideyoshi a Kyoto i el castell Osaka. Els registres de l'època indiquen que Eitoku era un dels artistes més sol·licitats del seu moment, i va tenir molts patrocinadors rics i poderosos. Mantenint la preeminència que l'escola Kano no era només una proesa artística, sinó que també ho era en un sentit organitzatiu i polític, Eitoku podia garantir un corrent estable d'encàrrecs i un eficient taller d'alumnes i ajudants, i en un moment donat va aconseguir interceptar un encàrrec d'un cabdill a l'estudi rival Hasegawa.
La seva contribució clau al repertori Kano va ser l'anomenat estil monumental (taiga), caracteritzat per unes pinzellades ràpides i fortes, un èmfasi en el primer pla, i uns motius molt emparentats amb l'espai pictòric. L'explicació tradicional d'aquest estil, donada pel besnet d'Eitoku, Kanō Eino (1631-97), en la seva Història de la pintura japonesa (Honcho gashi), és que en part és el resultat de les exigències de l'atapeïda agenda d'Eitoku, i que plasmava l'habilitat marcial i política dels cabdills, Nobunaga i Hideyoshi.
Per desgràcia, la major part de la seva obra es va destruir en la confusió del període Sengoku. Tanmateix, les obres que han sobreviscut donen testimoni del seu talent, del poder i riquesa dels seus patrocinadors Nobunaga i Hideyoshi, i de la magnificència de la cultura Azuchi-Momoyama.